# Smithophis bicolor
Smithophis bicolor là một loài rắn trong họ Rắn nước. Loài này được Blyth mô tả khoa học đầu tiên năm 1854. Trước đây loài này được xếp vào chi Rhabdops, tuy nhiên, đến năm 2019, một nghiên cứu được công bố đã cho thấy nó thuộc về chi mới Smithophis.